# Klaus Kathan
Nikolaus „Klaus“ Kathan (* 7. Januar 1977 in Bad Tölz) ist ein ehemaliger deutscher Eishockeyspieler. 

## Karriere

### Anfänge
Klaus Kathan ist ein Sohn des ehemaligen Eishockeyspielers und -trainers Peter Kathan senior. Sein Bruder Peter war ebenfalls Eishockeyspieler.
Er lernte das Eishockeyspielen in seiner Heimatstadt beim EC Bad Tölz. Dort stand der Stürmer in der Saison 1994/95 erstmals im Kader der Seniorenmannschaft, mit der er fortan in der 1. Liga Süd spielte. In den folgenden drei Jahren, in denen er für Bad Tölz aufs Eis ging, absolvierte der Rechtsschütze 103 Ligaspiele, in denen er 80 Scorerpunkte erzielen konnte. Während der laufenden Spielzeit 1996/97 wechselte der Angreifer zu den Berlin Capitals in die Deutsche Eishockey Liga, wo er fortan zum Stammkader gehörte und mit seinem neuen Arbeitgeber die Play-offs erreichen konnte. Im Play-off-Halbfinale verlor sein Team mit 1:3 Spielen gegen den Lokalrivalen Eisbären Berlin, wobei der damals 20-Jährige in allen vier Partien zum Einsatz kam und zwei Tore erzielen konnte.
Im Anschluss stürmte Kathan zwei Jahre für die Starbulls Rosenheim und wechselte nach einem zweijährigen Zwischenstopp bei den Kassel Huskies zu den Adler Mannheim, wo ihn jedoch einige Verletzungen zurückwarfen. In der ersten Saison für die Adler brach sich der Stürmer sein Handgelenk, in der zweiten Spielzeit hinderte ihn eine Hirnhautentzündung an Einsätzen in der DEL. Dementsprechend gering war auch Kathans Punkteausbeute in beiden Spielzeiten: Der Angreifer konnte insgesamt nur 4 Treffer erzielen.

### Durchbruch in der DEL und Meisterschaft mit Hannover
Zur Saison 2004/05 wechselte Kathan innerhalb der Liga zu den DEG Metro Stars, bei denen er wieder an frühere Erfolge anknüpfen konnte. In seiner ersten Spielzeit bei der DEG schoss der Stürmer 20 Tore und bereitete acht weitere Treffer in 52 Spielen vor, ein Jahr später kam er auf 28 Treffer und 20 Assists in 52 Spielen. Am 26. Februar 2006 erzielte Kathan in der Verlängerung des Pokalfinales gegen seinen Ex-Club Adler Mannheim das entscheidende Tor zum 2:1. Neben dem Sieg des DEB-Pokals konnte der gebürtige Bayer mit seiner Mannschaft in das Play-off-Finale des Jahres 2006 einziehen. Nach einem 4:2-Sieg in einer Best-of-Seven-Serie gegen die Hamburg Freezers sowie einem 3:2-Sieg in einer Best-of-Five-Runde gegen den rheinischen Dauerrivalen Kölner Haie unterlag sein Team im Finale mit 0:3 Spielen gegen die Eisbären Berlin.
Zum Ende der Spielzeit 2007/08 wurde sein Vertrag bei der DEG nicht verlängert, sodass er einen Vertrag beim Ligakonkurrenten Hannover Scorpions unterschrieb. Bei den Niedersachsen traf der Angreifer auf seinen langjährigen Sturmpartner Tore Vikingstad, mit dem er bereits beim Düsseldorfer EG Traditionsverein vier Jahre lang in einer Sturmreihe aktiv war. In der Spielzeit 2009/10 wurde Kathan deutscher Meister mit den Hannover Scorpions. Zur Saison 2011/2012 wechselte er zum Ligakonkurrenten EHC München und absolvierte im Oktober 2012 als vierter Spieler in der Geschichte der DEL das 900. Spiel seiner Karriere.

### Karriereausklang
Im Sommer 2013 kehrte Kathan zu seinem Heimatverein EC Bad Tölz zurück und schaffte mit diesem 2017 den Aufstieg aus der Oberliga in die DEL2. Nach der Saison 2017/18 beendete er seine Karriere.

### International
Kathans größtes sportliches Erlebnis waren die Teilnahmen an den Olympischen Spielen 2002 in Salt Lake City und 2006 in Turin. Dort trug er insgesamt zwölf Mal das Trikot der deutschen Nationalmannschaft und konnte dabei fünf Punkte erzielen. Zuvor nahm der Angreifer mit dem deutschen Team zwischen 1994 und 2005 an insgesamt elf Weltmeisterschaften teil. Seine größten Erfolge waren das Erreichen des Viertelfinals bei der A-WM in den Jahren 2001, 2002 und 2003.

## Erfolge und Auszeichnungen
| - 2000 Teilnahme am DEL All-Star Game - 2001 Top-Scorer der Qualifikation zu den Olympischen Spielen 2002 - 2001 Top-Torjäger der Qualifikation zu den Olympischen Spielen 2002 - 2002 Teilnahme an den Olympischen Spielen 2002 - 2002 Teilnahme am DEL All-Star Game - 2003 Gewinn des DEB-Pokals mit den Adler Mannheim - 2004 Teilnahme am DEL All-Star Game | - 2006 Teilnahme an den Olympischen Spielen 2006 - 2006 Gewinn des DEB-Pokals mit den DEG Metro Stars - 2006 Deutscher Vizemeister mit den DEG Metro Stars - 2006 Teilnahme am DEL All-Star Game - 2007 Teilnahme am DEL All-Star Game - 2010 Deutscher Meister mit den Hannover Scorpions |

## DEL-Statistik
Stand: Ende der Saison 2014/15